# 上里石牌坊
上里石牌坊（旌表已故處士韓畹之妻、處士韓深文、監生韓述文之母，庠生韓廷儒、甲午科舉人韓騰蛟之祖母楊氏暨已故處士韓深文之妻，庠生韓廷儒之母、韓澄之祖母范氏姑媳二人坊）位於四川省雅安市上里公社，大清道光十九年仲冬初二日建。1980年7月7日列為四川省重新確定公布的第一批省級文物保護單位。
石牌坊（雨城區）保護範圍：東至袁學貞農田，西至楊元旗農田，南至楊世林農田，北至楊世廣農田。面積1.56公頃。建設控制地帶：保護範圍外延100米。東、北至韓光全農田，西至楊元福農田，南至劉素芳、楊世林農田。面積9.12公頃。